# Leiothrix edwallii
Leiothrix edwallii är en gräsväxtart som beskrevs av Silveira. Leiothrix edwallii ingår i släktet Leiothrix och familjen Eriocaulaceae. Inga underarter finns listade i Catalogue of Life.